# Dicranomyia michaeli
Dicranomyia michaeli är en tvåvingeart som först beskrevs av Theowald 1977.  Dicranomyia michaeli ingår i släktet Dicranomyia och familjen småharkrankar. Inga underarter finns listade i Catalogue of Life.